# Cesare Luporini

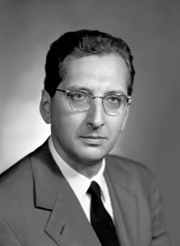
Cesare Luporini

Cesare Luporini (* 20. August 1909 in Ferrara; † 25. April 1993 in Florenz) war ein italienischer Philosoph, Literaturkritiker und Politiker.
Luporini studierte in den frühen dreißiger Jahren Philosophie bei Martin Heidegger in Freiburg und bei Nicolai Hartmann in Berlin. Später setzte er seine Studien in Florenz fort.
Er lehrte Geschichte der Philosophie an den Universitäten von Cagliari, Pisa und Florenz.
Nach einem anfänglichen Interesse am Existentialismus wurde er Marxist und trat in die KPI ein.
Neben Ranuccio Bianchi Bandinelli, Romano Bilenchi und Marta Chiesi war er Mitbegründer der Zeitschrift Società.
Luporini gehörte zu den bedeutendsten italienischen Marx-Interpreten der Nachkriegszeit.
Daneben galt sein Interesse einer kritischen Neubewertung der philosophischen Tradition; er veröffentlichte Arbeiten über Leonardo da Vinci, Voltaire und Kant.
Im Mittelpunkt seines Interesses standen die Fragen nach dem Verhältnis von Theorie und Praxis, Philosophie und Wissenschaft, das Problem der Dialektik, die Dimension des Geschichtlichen und das Verhältnis von Hegel zu Marx.

## Marx-Interpretation
Luporini verteidigte gegenüber der Della-Volpe-Schule den geschichtlichen Charakter der Marxschen Kategorien und warf deren Vertretern vor, sie blieben bei der Trennung von Marx und Hegel stehen.
Im Gegensatz zu della Volpe verstand Luporini die dialektische Bewegung nicht als Bewegung vom Konkreten zum Abstrakten und dann wieder zum Konkreten; das Marxsche Denken beginne vielmehr nach Luporinis Sicht beim Abstrakten und ende dort auch wieder.

## Werke (Auswahl)
- Situazione e libertà nell'esistenza umana (Situation und Freiheit im menschlichen Dasein), Florenz 1941.
- Filosofi vecchi e nuovi. Kant, Fichte, Scheler, Hegel, Leopardi, Florenz 1947.
- La mente di Leonardo, Florenz 1953.
- Voltaire e le "Lettres philosophiques", Florenz 1955.
- Spazio e materia in Kant, Florenz 1961.
- Die ›Wurzeln‹ des moralischen Lebens. In: Moral und Gesellschaft. Beiträge von Karel Kosík, Jean-Paul Sartre, Cesare Luporini, Roger Garaudy, Galvano della Volpe, Mihailo Marković und Adam Schaff, Suhrkamp Verlag, Frankfurt am Main 1968, S. 36–57. (Der Aufsatz von C. L. wurde von Karin Monte übersetzt)
- Die eigentümliche Logik des eigentümlichen Gegenstandes. Zu Marx’ Auseinandersetzung mit Hegel, in: Stuttgarter Hegel-Tage 1970, Bonn 1974 (= Hegel-Studien, Bd. 11), S. 443–470. (dann auch italienisch: La logica specifica dell’oggetto specifico. Sulla discussione di Marx con Hegel, in: N. Badaloni et al.: Problemi teorici del marxismo, Roma 1976, S. 3–37).
- Dialettica e materialismo (Dialektik und Materialismus), Roma 1974.
- Karl Marx – Kommunismus und Dialektik. (Zwei Aufsätze), aus dem Italienischen übertragen von Anneheide Ascheri, herausgegeben (und mit einem Vorwort) von Furio Cerutti, Europäische Verlagsanstalt, Frankfurt am Main/Köln 1974.
- Libertà e strutture. Scritti su Marx (1964–1984) (= Freiheit und Strukturen), hrsg. von R. Croce, Pisa 2022.